# Czesław Jan Ciesielski
Czesław Jan Gwalbert Ciesielski (ur. 12 lipca 1901 w Łodzi, zm. 30 kwietnia 1940 w Katyniu) – podporucznik rezerwy Wojska Polskiego, ofiara zbrodni katyńskiej. Urzędnik Izby Skarbowej w Łodzi.

## Życiorys
Był pierwszym z trojga dzieci, a jedynym synem Tadeusza Gabriela Ciesielskiego i Bronisławy z Kłopotowskich h. Ślepowron i wnukiem Bolesława Aleksandra Ciesielskiego, bohatera powstania styczniowego z 1863 roku. Urodził się 12 lipca 1901 r., a 25 sierpnia 1901 r. został ochrzczony w rzymskokatolickiej parafii Podwyższenia Św. Krzyża w Łodzi.
W latach pierwszej wojny światowej przebywał przymusowo wraz z rodzicami i dwiema siostrami Stefanią i Heleną, w Homlu. Tam także uczęszczał do polskiej szkoły – Gimnazjum Rządowego oraz należał do Stowarzyszenia Młodzieży Polskiej w Homlu. W wieku 16 lat został harcerzem, wstąpił do ZHP, 3 maja 1917 r. do drużyny im. Ks. J. Poniatowskiego w Homlu.
Rodzina Ciesielskich w 1918 r. powróciła z Homla do Łodzi. Czesław latem 1920 r. jako ochotnik został przydzielony do Harcerskiego Oddziału Służby Łącznikowo-Wywiadowczej przy Dowództwie Frontu Północnego podczas wojny polsko-bolszewickiej. Za swoją służbę został odznaczony Odznaką Ofiarnych Obywatelskiego Komitetu Obrony Państwa 1920 r.
W 1923 roku zdał egzamin maturalny. Po zdaniu egzaminu dojrzałości udał się na studia prawnicze na Uniwersytecie Warszawskim. Następnie (w 1925 r.) przeniósł się na studia do Poznania, gdzie został studentem Wydziału Rolniczo-Leśnego Uniwersytetu Poznańskiego. W czasie studiów mieszkał na stancji, udzielał korepetycji oraz podjął pracę w Izbie Skarbowej, aby móc kontynuować naukę.
Zasadniczą służbę wojskową odbył w 18 pułku piechoty w Skierniewicach. Następnie podjął dalszą naukę w Szkole Podchorążych Rezerwy Piechoty nr 7 w Śremie, w 4 kompanii szkolnej. W czasie od 15 października 1927 roku do 18 kwietnia 1928 roku odbył szkolenie, z wynikiem dobrym, otrzymując stopień podchorążego. 20 kwietnia 1928 roku został przeniesiony do rezerwy. W kolejnych latach odbywał regularne coroczne kursy i szkolenia wojskowe. Otrzymał awans na stopień podporucznika. Był przydzielony do 28 pułku piechoty Strzelców Kaniowskich w Łodzi jako podporucznik rezerwy, dowódca plutonu ckm.
W 1934 roku był podporucznikiem rezerwy piechoty ze starszeństwem z dniem 1 stycznia 1931 roku i 201 lokatą, był przydzielony do 28 pułku piechoty i podlegał pod PKU Łódź Miasto II.
W latach 30. XX wieku pracował w Izbie Skarbowej w Łodzi na stanowisku sekretarza administracyjnego II Wydziału.
W sierpniu 1939 r. został powołany do wojska, jednak na skutek interwencji Izby Skarbowej został zwolniony z mobilizacji. W czasie kampanii wrześniowej w mundurze oficera WP udał się wraz z ewakuującą się placówką na wschód, trafiając w połowie września w okolice Równego. Po wkroczeniu Armii Czerwonej na tereny Polski, 17/18 września 1939 r., został internowany (dostał się do niewoli sowieckiej) w Ostrogu nad Horyniem, w pobliżu dotychczasowej granicy polsko-sowieckiej. Z taką wiadomością powrócił do Łodzi jego znajomy z Izby Skarbowej i powiadomił rodzinę.
Od jesieni 1939 r. do kwietnia 1940 r. był przetrzymywany w obozie specjalnym NKWD w Kozielsku. Z Kozielska wysłał dwie wiadomości do rodziny: list z grudnia 1939 r. i kartkę pocztową napisaną 6 marca 1940 r. Według listy sporządzonej przez NKWD, został wywieziony z obozu kozielskiego 27 kwietnia 1940 roku. Został zamordowany prawdopodobnie 30 kwietnia 1940 r. w lesie katyńskim. Pogrzebano go w bezimiennej mogile zbiorowej, gdzie od 28 lipca 2000 mieści się oficjalnie Polski Cmentarz Wojenny w Katyniu. W miejscu tym prowadzone były ekshumacje i prace archeologiczne. Czesław Jan Ciesielski jest wymieniony pod nr 3826 na liście osób zidentyfikowanych podczas ekshumacji przeprowadzonych przez Niemców i Międzynarodowy Czerwony Krzyż. Pierwszą wiadomość o tym fakcie podał dziennik Nowy Kurier Warszawski z dnia 27 lipca 1943 r., w którym napisano, że przy jego ciele znaleziono: książeczkę st. sł. ofic., legitymację Krzyża Walecznych, wojskową kartę zwolnienia, odznakę wojskową oraz 3 medaliki.

## Upamiętnienie
5 października 2007 roku minister obrony narodowej Aleksander Szczygło awansował go pośmiertnie do stopnia porucznika. Awans został ogłoszony 9 listopada 2007 roku w Warszawie, w trakcie uroczystości „Katyń Pamiętamy – Uczcijmy Pamięć Bohaterów”.
13 kwietnia 2016 roku, w ramach akcji „Katyń... pamiętamy” / „Katyń... Ocalić od zapomnienia”, w ogrodzie Pałacu Prezydenckiego został zasadzony Dąb Pamięci poświęconego wszystkim Ofiarom Zbrodni Katyńskiej, certyfikat z numerem 1.

## Odznaczenia
- Odznaka Ofiarnych O.K.O.P. 1920 r.
- Brązowy medal za Długoletnią Służbę
- Krzyż Walecznych[12][3]